# Evergreen (Contea di Langlade, Wisconsin)
Evergreen è un comune degli Stati Uniti, situato in Wisconsin, nella Contea di Langlade.